# Marquesado de Queipo de Llano
El marquesado de Queipo de Llano fue un título nobiliario español concedido por Francisco Franco, mediante Decreto del 1 de abril de 1950, y Carta del siguiente día 12, en favor del teniente general del Ejército de España Gonzalo Queipo de Llano y Sierra, general en jefe del ejército del Sur durante la Guerra Civil Española, capitán general de Andalucía, gran cruz Laureada de San Fernando y Medalla Militar individual.
El título fue suprimido el 21 de octubre de 2022 tras la entrada en vigor de la Ley de Memoria Democrática.

## Denominación
La denominación de la dignidad nobiliaria refiere a los apellidos paternos, por los que fue universalmente conocida la persona a la que se le otorgó dicha merced nobiliaria.

## Decreto de creación
El título nobiliario se le otorgó por los méritos siguientes: 

...a don Gonzalo Queipo de Llano, Teniente General, Jefe del Ejército del Sur, que ganó Sevilla para la causa nacional...
Decreto de 1.º de abril de 1950.

## Lista de marqueses de Queipo de Llano
|                                  | Titular                          | Periodo                       |
| Creación por Francisco Franco    | Creación por Francisco Franco    | Creación por Francisco Franco |
| -------------------------------- | -------------------------------- | ----------------------------- |
| I                                | Gonzalo Queipo de Llano y Sierra | 1950-1951                     |
| Rehabilitación por Juan Carlos I |                                  |                               |
| II                               | Gonzalo Queipo de Llano y Martí  | 1982-2008                     |
| III                              | Gonzalo Queipo de Llano y Mencos | 2012-2022                     |

## Historia de los marqueses de Queipo de Llano
- Gonzalo Queipo de Llano y Sierra (1875-1951), I marqués de Queipo de Llano, teniente general de Ejército de Tierra, general en jefe del Ejército del Sur durante la Guerra Civil Española, capitán general de Andalucía, gran cruz Laureada de San Fernando y Medalla Militar individual.[3]

Casó el 4 de octubre de 1901 con Genoveva Martí y Tovar (1880-1967), de cuya unión nacieron cuatro hijos: Ernestina Queipo de Llano y Martí, casada en 1934 con Niceto Alcalá-Zamora y Castillo —hijo primogénito del presidente de la II República, Niceto Alcalá-Zamora—, con quien tuvo dos hijos: María del Pilar y José Alcalá-Zamora Queipo de Llano, María de las Mercedes Queipo de Llano y Martí, casada con Máximo Calixto García Martín, María Queipo de Llano y Martí, viuda de Quevedo, y Gonzalo Queipo de Llano y Martí, que sigue. Por Real Decreto de rehabilitación del 10 de abril de 1981, y Real Carta del 9 de junio de 1982, le sucedió su hijo:
- Gonzalo Queipo de Llano y Martí (1912-2008), II marqués de Queipo de Llano, teniente general del Ejército del Aire, caballero gran cruz de las Órdenes de San Hermenegildo, del Mérito Aeronáutico y del Mérito Militar, Medalla Militar individual y Medalla Militar colectiva otorgada al 2.º grupo de la Escuadra de Caza del comandante García Morato.[3] Nació en Madrid el 26 de mayo de 1912 y falleció en Sevilla el 8 de septiembre de 2008.[8]

Casó el 4 de octubre de 1950 con María de los Ángeles Mencos y Armero, nacida en Sevilla el 25 de septiembre de 1920, hermana del V marqués del Nervión e hija de los VII condes de Fresno de la Fuente, con quien tuvo tres hijos: Gonzalo Queipo de Llano y Mencos, que sigue, Alberto Queipo de Llano y Mencos, nacido en Sevilla el 27 de enero de 1953, y María de los Ángeles Queipo de Llano y Mencos, nacida en Sevilla el 16 de enero de 1954, que casó con Patricio Ybarra y Gamero-Cívico. Por Orden publicada en el BOE del 17 de julio de 2012, y Real Carta del 17 de octubre siguiente, sucedió su hijo primogénito:
- Gonzalo Queipo de Llano y Mencos (n. Sevilla, 14 de julio de 1951), III marqués de Queipo de Llano. Último marqués tras la supresión del título.